# Zemljiška knjiga
Zemljiška knjiga je javna knjiga, ki vsebuje evidence oziroma podatke o stvarnih pravicah na nepremičninah. Je javna evidenca, ki je zelo pomembna za trg nepremičnin, saj mora biti v njej vpisana prav vsaka nepremičnina, vsaka sprememba lastništva, stvarne pravice, določene obligacijske pravice in nenazadnje tudi pravna dejstva. Pod stvarne pravice prištevamo lastninsko pravico, zemljiški dolg, hipoteka, služnostno pravico. Med obligacijske pravice pa sodijo zakupna in najemna pravica, predkupna pravica, prepoved odtujitve oziroma obremenitve, posebna pravica javnega dobra. Zemljiška knjiga je zelo pomembna evidenca za lastnike nepremičnin, kupce, prodajalce in druge kateri se na tak ali drugačen način ukvarjajo z nepremičnino. 

## Sestava
Sestavljena je iz glavne knjige, zbirke listin in ostalih pomožnih registrov. Glavna knjiga, kot ena izmed sestavin je namenjena objavi in vpisu podatkov glede pravice na nepremičninah in pravnih dejstvih v zvezi z nepremičninami, katere je po zakonu potrebno vpisati v zemljiško knjigo. Glavno knjigo za vsako katastrsko občino se vodi posebej, vodi pa jo pristojno zemljiškoknjižno sodišče. Glavna knjiga je sestavljena iz zemljiškoknjižnih vložkov, ti zemljiškoknjižni vložki pa so sestavljeni iz treh evidenčnih listov:
1. evidenčni list A-dejanski vpis podatkov o nepremičninah,
2. evidenčni list B-vpis lastninske pravice,
3. evidenčni list C-vpis drugih knjižnih pravic.

Druga sestavina zemljiške knjige je zbirka listin. Zbirko listin sestavljajo listine, na podlagi katerih je opravljen vpis v zemljiško knjigo. Zbirka listin predstavlja arhiv v zemljiški knjigi.
Kot tretjo pomembno sestavino zemljiške knjige pa sestavlja pomožni register. Sestavljen je iz imenskega registra in parcelnega registra. Pod imenski register se vpisujejo imena lastnikov parcel, pod parcelni register pa parcele, poleg pa še njihovi lastniki. 

### Osnovna enota
Osnovna enota zemljiške knjige je zemljiškoknjižni vložek. V ta vložek se vpisujejo parcele in lastništva iste katastrske občine. 
Vložek sestavljajo štirje deli:
- nadpis,
- list A,
- list B,
- list C.

Vendar pa se sedaj, ko obstaja tudi elektronska zemljiška knjiga glede listov uvaja tudi novost C1, C2 in C3.

## Pomen
Zemljiška knjiga ima dvojen pomen, saj ustvarja, ureja in razvršča pravice na nepremičnini. Da bi bil pomen zemljiške knjige pravi, potrebuje zanesljive temelje. Zaradi sklenjenih najemnih pogodb je zelo veliko nepremičnin v posesti nelastnikov. To se dogaja tudi pri premičninah, vendar tam ne gre za takšen problem, saj imajo premičnine dosti nižjo vrednost od nepremičnin. Glavni pomen zemljiške knjige je, da mi vanj zaupamo in pri tem uporabljamo načelo dobre vere. Tisti, ki je vpisan v zemljiško knjigo kot lastnik, je tudi dejanski lastnik neke nepremičnine. 

## Zgodovina
Zgodovina zemljiške knjige je zelo  zanimiva, prav tako kot pri matični knjigi. Varnost pravnega prometa sega že daleč v preteklost, saj je bilo temu že zelo  zgodaj posvečenega veliko časa. Zemljiško knjigo so našli že v starem Egiptu okoli leta 1950 pr. n. št. Takrat so na deščicah zabeležili imena zemljišč in njihove lastnike, prav to so odkrili pri starih Grkih. V Egiptu pa so prve evidence obstajale ob popisu zemlje okoli Nila. Evidence zemljiške knjige pa so bile najdene tudi v starodavnem Orientu. Tisti, ki je niso poznali so bili Rimljani, vendar pa so kljub nepoznavanju zemljiške knjige imeli seznam oziroma listino zemljišč, katere so poimenovali bibliotekon. Tradicija zemljiške knjige pa sega v srednjeevropske države, za slovensko ozemlje jo je uvedel Cesarski patent, to pa je bilo leta 1747. 1871 je bil prvi zakon o zemljiški knjigi na našem ozemlju. Leta 2002 je bila ponovno opravljena analiza evidence nepremičnin. 
Elektronski dostop do  zemljiške knjige pa se je začel postopno uvajati leta 1995. To pa je zelo pripomoglo k izboljšani e-upravi Arhivirano 2012-04-13 na Wayback Machine.. 

## Načela
Zemljiškoknjižna načela so:
- Načelo zaupanja-vsi podatki, kateri so vpisani v zemljiško knjigo so točni in se nanj lahko  zanesemo.
- Načelo zakonitosti-sodišče opravi vpis v zemljiško knjigo šele takrat, ko so vsi predpisani pogoji izpolnjeni.
- Načelo javnosti-vsi vpisi, kateri so v zemljiški knjigi so javne narave.
- Načelo vpisa v zemljiško knjigo-pomeni, da se pravice prenašajo, pridobivajo oziroma omejujejo samo z vpisom v zemljiško knjigo, razen v primerih, ko je to drugače določeno.
- Načelo dispozicije strank-to pomeni, da je nek vpis v zemljiško knjigo možen, le ob predhodnem predlogu stranke.
- Načelo vrstnega reda-pomeni, ko pride nek predlog za vpis se določi vrstni red tega vpisa v zemljiško knjigo.

## Vpisi
Vpisi v zemljiško knjigo so lahko bodisi oblikovalni (konstitutivni), lahko pa imajo drugačen učinek bodisi javne objave, takšnim pa pravimo, da imajo deklaratorni učinek.

### Vrste vpisov
Pri tem poznamo glavne in pomožne vpise. 
Glavne vpise predstavljajo:
1. predznambe in
2. zaznambe.

Vknjižbe z njimi izkazujemo, dosežemo prenehanje ali pridobitev pravice. 
Predznamba se mora upravičiti pri tem pa se dokaže prenehanje oziroma pridobitev pravice za vpis v zemljiško knjigo. 
Zaznamba je vpis v zemljiško knjigo, vpisujejo se pravna dejstva glede lastnika nepremičnine in tudi same nepremičnine. 
Pomožna vpisa predstavljata:
1. plomba in
2. poočitev.

Plomba pomeni, da se je na neki nepremičnini začel nek postopek v zvezi z zemljiško knjigo.
Poočitev pa pomeni, vpis nepremičnine, kadar je potrebno spremeniti podatke glede lastnika ali pa glede nepremičnine same. 

### Težave zaradi nevpisane pravice
Vsak lastnik mora pravočasno urediti vse potrebne vpise glede nepremičnine, saj se le na takšen način lahko izogne težavam, katere lahko nastanejo zaradi nevpisa.
Težava lahko nastane pri prodaji nepremičnine, saj kupec zahteva, da so vpisi v zemljiški knjigi urejeni. Tudi upravni postopki so takšni kjer mora biti vpis urejen, kot na primer za, gradbeno dovoljenje, za komunalne poti,... nenazadnje tudi kredit ali posojilo pri bankah to zahteva. Zelo se lahko zaplete tudi pri postopku dedovanja, pri najemu, oddaji nepremičnine. Skratka urejena evidenca v zemljiški knjigi glede nepremičnine je zelo nujna stvar. 
Če nepremičnina ni vpisana v ZK, lahko lastnik lastništvo izkazuje s svojo kupoprodajno pogodbo.

## Pravne podlage
Po letu 2001 se je zakonodaja na področju zemljiške knjige zelo začela spreminjati, pri tem pa so to začeli urejati Uredba, pravilniki in zakoni.
Prane podlage so naslednje:
- Uredba o naložitvi in vodenju zemljiške knjige z uporabo računalniške tehnologije, ter o uskladitvi podatkov zemljiške knjige s podatki zemljiškega katastra, Ur. l. RS, št. 42-2419/2001,
- Zakon o zemljiški knjigi, sprejet je bil 29. maja 2003,
- Pravilnik o elektronskem dostopu do informatizirane glavne knjige, Ur. l. RS, št. 16-637/2004,
- Pravilnik o obrazcih zemljiškoknjižnih predlogov, Ur. l. RS, št. 109-4799/2003.

## Vodenje
Pristojnost glede zemljiške knjige ima Vrhovno sodišče Republike Slovenije. Vodenje opravljajo zemljiškoknjižna sodišča oziroma okrajna sodišča, glede na območje kjer leži nepremičnina. Okrajna sodišča so pri svojem delu vezana na zakon. Glede zemljiškoknjižnih zadev pa lahko odloča tudi zemljiškoknjižni referent. Pristojnosti, katere ima okrajno sodišče glede zemljiške knjige so: opravljanje, vnašanje, vpisovanje, odločanje o spisih, vodenje zbirke listin. 

### Vodenje in dostop do elektronske zemljiške knjige
Vodenje elektronske zemljiške knjige pomeni, vpis podatkov v elektronsko zemljiško knjigo, pri tem pa tudi vzdrževanje. Vse to najdemo v 1. členu Uredbe. Sistem elektronske zemljiške knjige temelji na centralni informatizirani bazi. 2001 je bila centralna informatizirana baza vzpostavljena. Programska aplikacija in podatki so na enem mestu shranjeni in sicer na centralnem računalniku Centra Vlade za informatiko. Referenti lahko do podatkov dostopajo z enotnim grafičnim vmesnikom. Pri elektronskem dostopu do zemljiške knjige je dne 20. 5. 2004 začel veljati tudi Pravilnik o elektronskem dostopu do informatizirane glavne knjige. Pravilnik ureja elektronski dostop, nadomestilo za informatizirano glavno knjigo, tehnične pogoje, pomoč znotraj uporabe sistema, nadzor. 

## Uporaba podatkov iz elektronske zemljiške knjige
Uporabniki so naslednji:
- državni organi,
- organi lokalnih skupnosti,
- osebe javnega prava,
- upravne enote,
- notarji,
- ostali uporabniki.

### Spletne storitve za občane
Elektronski dostop ureja Vrhovno sodišče Republike Slovenije. Izpis iz zemljiške knjige lahko od 27. 5. 2004 naročimo tudi preko spleta, vendar imajo omejeni čas oddaje. In sicer, od 6 do 23h vsak delovni dan in prav tako tudi ob sobotah, od 23 do 6h pa je sistem zaprt, ravno tako ob nedeljah. Preko spleta lahko preverimo stanje nepremičnine na spletni strani sodišča pod zavihek zemljiška knjiga, pri tem pa lahko izpis tudi natisnemo. Takrat, ko pa želimo oziroma potrebujemo potrjen izpisek iz zemljiške knjige, na primer za notarja, upravno enoto, pa ga moramo naročiti. Zanj moramo plačati, prejmemo pa ga po pošti. Izpisek potrdi sodišče. 

### Pridobitev overjenega zemljiškoknjižnega izpiska
Zemljiškoknjižni izpisek Arhivirano 2016-03-04 na Wayback Machine. si lahko pridobimo na spletni strani sodišča ali pa na zemljiški knjigi. Za pridobitev izpolnimo določen obrazec, napišemo okrajno sodišče, kjer leži nepremičnina za katero želimo izpisek, katastrsko občino in parcelno številko. Potrebno je napisati tudi osebne podatke ime, priimek, naslov naročitelja izpiska, namen za kaj se izpisek potrebuje.
Izpisek lahko dobimo v roku 7 dni, ali pa takoj, odvisno od tega kakšna je usklajenost vodenja zemljiške knjige. Storitev se plača, lahko z gotovino ali plačilno kartico.